# Phản ứng Nierenstein
Phản ứng Nierenstein là một phản ứng hữu cơ mô tả sự chuyển hóa của một axit clorua thành haloketon bằng diazomethan. Đó là một phản ứng chèn trong đó nhóm methylen từ diazomethan được đưa vào liên kết cacbon-clo của axit clorua.

## Cơ chế phản ứng
Phản ứng tiến hành qua một chất trung gian muối diazonium được hình thành bằng phản ứng thế thân hạch acyl của chloride bằng anion diazomethyl. Sau đó ion chloride thay thế nhóm diazo trong phản ứng SN2, với N2 là nhóm rời đi.
Nếu có diazomethan dư trong phản ứng, nó có thể hoạt động như một bazơ, tách hydro ra khỏi chất trung gian muối diazonium. Kết quả là một diazoketon trung tính, không phản ứng với chloride. Thay vào đó, sản phẩm phụ diazonium-methyl từ phân tử diazomethan khác, có thể bị chloride tấn công để tạo ra chloromethan. Diazoketon trơ có thể được kích hoạt lại và phản ứng bằng sự xử lý với hydro chloride để tạo ra sản phẩm Nierenstein bình thường.
Trong một số trường hợp, ngay cả việc hạn chế lượng diazomethan tạo ra một quá trình phản ứng bị đình trệ qua con đường diazoketon trung tính, yêu cầu bổ sung khí HCl để giải cứu nó.

## Phạm vi
Một phản ứng Nierenstein gốc năm 1924:
và một phản ứng bắt đầu từ benzoyl bromide trở thành hỗn loạn với sự hình thành của dimer dioxane: